# Vall de Camprodon

Localització de la Vall de Camprodon

L'Alta Vall del Ter, més coneguda com a Vall de Camprodon, és una contrada geogràfica i humana situada al terç nord-oriental del Ripollès, centrat en la vila de Camprodon, que inclou l'alta vall del Ter i el seu afluent el Ritort, amb els municipis de Sant Pau de Segúries, Molló, Setcases, Vilallonga de Ter i Llanars.
Limita amb l'Estat francès pel pas natural del Coll d'Ares, on hi havia hagut una duana. Dins del Ripollès és una unitat clarament diferenciada, amb vincles amb Olot (Garrotxa), i amb vincles històrics amb el comtat de Besalú i el bisbat de Girona, mentre que les altres parts de la comarca han estat més vinculades al comtat d'Osona i el bisbat de Vic (el sud) o al comtat de Cerdanya i el bisbat d'Urgell (l'extrem occidental).
L'any 2000, l'Informe sobre la revisió del model d'organització territorial de Catalunya, va proposar la creació de la comarca de la Vall de Camprodon, amb capital a Camprodon i que inclouria els municipis de Llanars, Molló, Sant Pau de Segúries, Setcases i Vilallonga de Ter, tots ells al Ripollès.

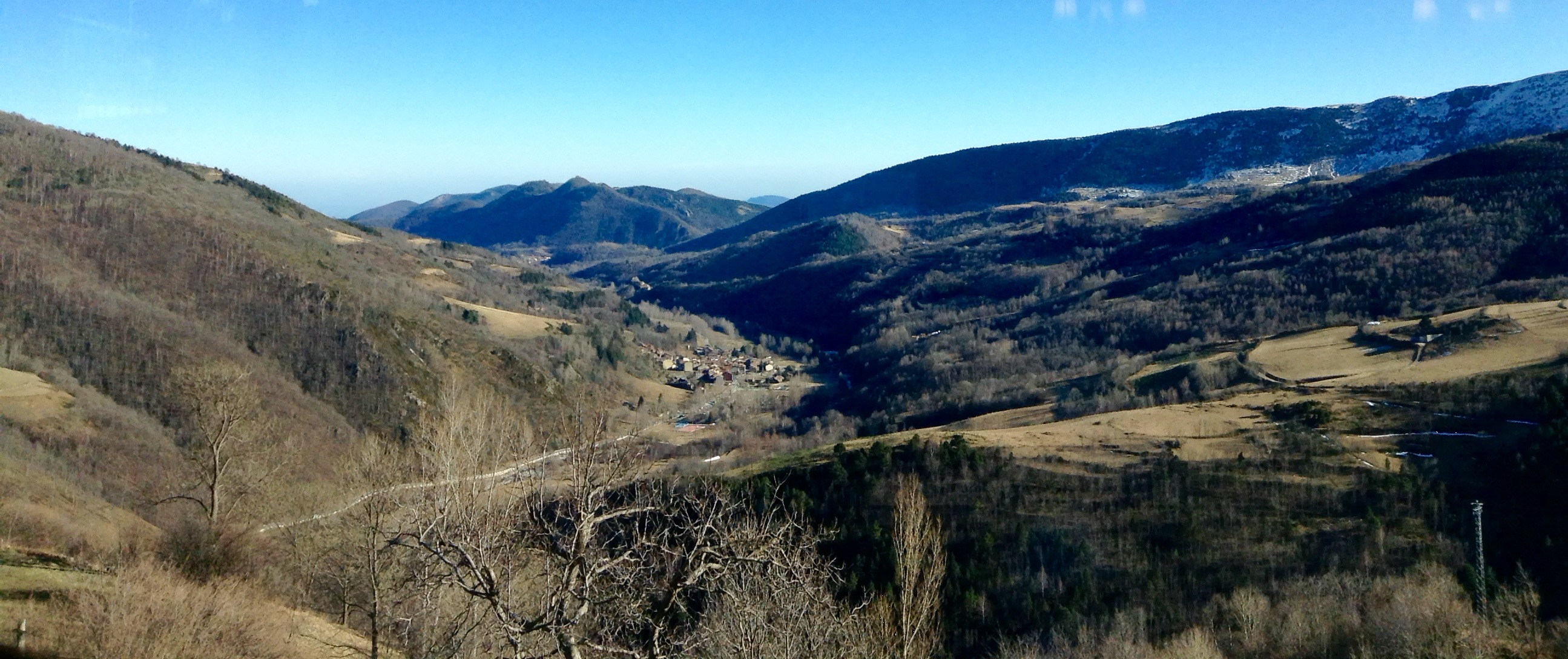
La Vall de Camprodon vista des de Tregurà de Dalt. Al centre, Vilallonga de Ter

La Vall de Camprodon és una contrada de relleu abrupte i muntanyós, una característica que li ha permès, al llarg dels anys, oferir façanes paisatgístiques i conques visuals múltiples i diverses. Precisament, és aquesta força visual i paisatgística un dels elements més tradicionals i més representatius de l'imaginari turístic de la vall.
Les particularitats d'altitud, de relleu i d'orientació de la vall fan que la zona es vegi afectada pels vents de llevant, fet que propicia una elevada pluviometria. A l'àrea estudiada les precipitacions anuals s'acosten als 1.000 mm i estan molt repartides al llarg de l'any. Aquest fet permet que els paisatges de la vall destaquin per la seva varietat paisatgística i conseqüentment, que augmenti un dels principals actius turístics de la zona, la seva riquesa visual.
Cal esmentar que factors com la posició orogràfica, els relleus i el clima, fan que es pugui distingir entre «paisatges d'hivern», «paisatges d'estiu» i «paisatges de ribera». Els «paisatges d'hivern» de les cotes altes, per sobre dels 1.600 metres, on els hiverns són llargs i molt freds, estan dominats per pinedes de pi negre, tot i que també hi ha algun enclavament d'avets i de bedolls. Per contra, a les valls, on els hiverns no són extremadament freds, hi destaquen el faig, el roure martinenc i el pi roig, és a dir, arbres caducifolis que a la temporada freda han perdut les fulles.
Per altra banda, podem parlar d'uns «paisatges d'estiu» amb clapes d'herba als punts més alts, amb unes valls amb arbres farcits de fulles i de flors, i amb uns prats de dall a les cotes més baixes de la contrada.
I, en tercer lloc, hi ha els «paisatges de ribera», on els pollancres i els verns creen unes bosquines fluvials que converteixen les lleres dels rius en uns terrenys fèrtils molt idonis per al conreu.

## Paisatge antròpic
La Vall de Camprodon, com moltes zones rurals i de muntanya de Catalunya, ha sofert canvis molt importants en l'estructura social i econòmica, i, actualment, la població de la contrada no arriba als 5.000 habitants. Els nuclis de població que formen la vall, desenvolupats en les escasses zones planes i fons de vall del territori, presenten, a excepció de Sant Pau de Segúries, un baix grau de concentració de població. A la Vall de Camprodon, com a la majoria de les zones rurals de muntanya del Pirineu, el sector primari ha patit una recessió molt important. Actualment, el sector ramader està completament dedicat a la producció ramadera extensiva, principalment de vaques de llet, en detriment de les explotacions intensives de boví i de porcí, que gairebé han desaparegut. Aquesta realitat és un dels motius pels quals a les imatges actuals dels visitants només s'hi observen vaques, mentre que, a les imatges de la primera meitat del segle XX s'hi poden veure altres animals de granja, com porcs o ovelles.
Durant els darrers anys, les explotacions ramaderes amb bestiar equí han augmentat, des de la creació el 2008 de la marca de Garantia «Poltre de Muntanya del Ripollès» i l'augment del seu consum.
Les altres activitats econòmiques del sector primari tenen una presència molt reduïda. L'agricultura i l'explotació forestal sempre han estat un complement de l'activitat ramadera, és a dir, han estat emprades per a l'autoconsum de les famílies. Per una banda, l'agricultura és poc important, ja que les condicions climàtiques i els pronunciats desnivells del terreny fan que s'hagin de construir feixes, la qual cosa dificulta els conreus. Per altra banda, el sector forestal és pràcticament inexistent atès que la majoria de les forests no es destinen a l'explotació de fusta perquè la seva rendibilitat és molt baixa, sinó que s'usen per al pasturatge d'animals i per a la producció de llenyes pel consum propi.
Evidentment, però, el paisatge humà actual de la contrada no només està lligat als canvis experimentats al sector primari, sinó que també mostra l'existència d'una certa activitat industrial. Durant la primera meitat del segle xx, el desenvolupament de la indústria del tèxtil va comportar un intens despoblament dels nuclis rurals disseminats, que encara avui perdura, provocant que la població urbans es concentrés al nucli de Camprodon i a les terrasses baixes del Ter, com ara a Sant Pau de Segúries. Actualment, segons dades de l'Institut d'Estadística de Catalunya, el sector secundari només ocupa unes 13 hectàrees de sòl especialitzat industrial, una representació molt escassa si es compara amb el Baix Ripollès o la Vall de Ribes, històricament, més industrialitzades per la presència d'indústria metal·lúrgica, sobretot a Ripoll i a Campdevànol, de colònies tèxtils que aprofitaven la força de l'aigua del riu per fer funcionar les màquines, i finalment, de l'explotació de la conca carbonífera d'Ogassa.
Tot i així, l'agroindústria té un paper molt important al sector industrial de la vall i en destaquen la fàbrica de galetes Birba i diversos establiments d'elaboració d'embotits. Precisament, tant les galetes com els embotits són dos elements que, tradicionalment, han format part de l'imaginari turístic de la contrada, com palesen les captures fotogràfiques dels visitants i els escrits i les fotografies de les guies turístiques.
Això no obstant, des de la dècada del 1970, la principal font d'ingressos de la Vall de Camprodon és el turisme, un fet que ha provocat importants canvis al paisatge. Hi ha hagut un augment considerable de la superfície construïda dins dels nuclis urbans per la forta demanda de segones residències i d'equipaments turístics (hotels, restaurants, botigues, etc.). L'elevat índex de construcció, que ha anat estretament lligat a la funcionalitat i a la distribució territorial, ha comportat la modificació de la fisonomia dels pobles de la vall, no només per l'aparició d'apartaments, sinó també pels nous accessos, enllumenats, petites depuradores, dipòsits i xarxes de camins veïnals.
Així, no hi ha dubte que el sector terciari, que aquestes darreres dècades ha estat el motor econòmic de la Vall de Camprodon, ha suposat, per una banda, l'obertura de nous establiments de restauració i d'allotjaments turístics, i per l'altra, una certa recuperació de la població dispersa, bé com a segones residències o bé com a establiments de turisme rural. Actualment, però, la recessió econòmica que està afectant el nostre país ha provocat el tancament d'establiments, bàsicament de comerços i hotels, i com a conseqüència, la reducció de llocs de treball a la vall.
Així, tal com assenyala la Diagnosi del mercat de treball a Catalunya (Servei d'Ocupació de Catalunya, 2012), a la contrada hi ha diversos sectors amb oportunitat d'inversió. La vall necessita, no únicament invertir en nous sectors, com les energies renovables (principalment la biomassa) o el sector agroalimentari, sinó també replantejar l'oferta turística i basar-la en un producte vinculat a l'elevada qualitat paisatgística de la zona.

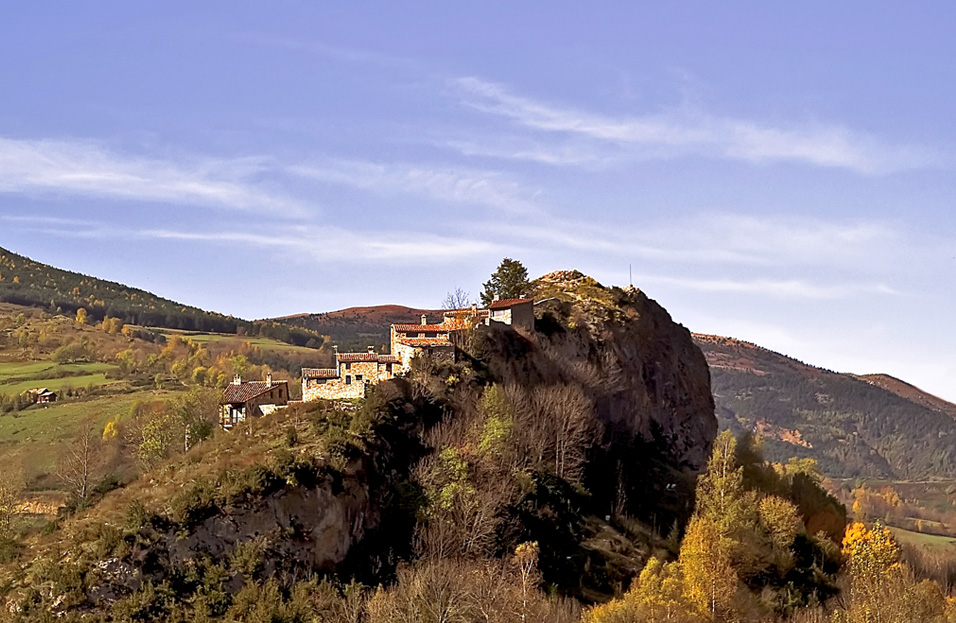
La Roca.